# Кавасима, Ёсико
Ёсико Кавасима (яп. 川島 芳子 Кавасима Ёсико, 24 мая 1907 Пекин, Империя Цин — 25 марта 1948, Пекин, Китайская республика) — маньчжурская принцесса из рода Айсин Гёро, выросшая в Японии и служившая разведчицей в японской квантунской армии. Также известна как «восточная Мата Хари», «леди Дунчжэнь» (кит. 東珍, «Восточный Бриллиант»). Казнена как японская шпионка войсками Гоминьдана в 1948 году.

## Биография
Ёсико (при рождении Айсиньцзюэло Сяньюй (кит. трад. 愛新覺羅·顯玗, упр. 爱新觉罗·显玗, пиньинь Àixīnjuéluō Xiǎnyú)) родилась 24 мая 1907 года у Айсиньгёро Шаньси — 10-го сына великого князя Су из маньчжурской императорской фамилии. Её мать была одной из наложниц князя. Ёсико была 14-й по счету дочерью. После начавшейся вскоре революции её удочерил друг её отца, японский торговец и разведчик Нанива Кавасима. Он дал ей свою фамилию и имя Ёсико и перевёз в Японию, где она воспитывалась в школе для девочек в городе Мацумото префектуры Нагано. В 1922 году умер её биологический отец, а мать покончила жизнь самоубийством. Ёсико отправили в школу в Токио, где она изучала дзюдо и фехтование. В Токио она вела богемный образ жизни, встречаясь с богатыми любовниками, среди которых были мужчины и женщины.
В 17 лет у Ёсико начались проблемы, когда она совершила неудачную попытку самоубийства, после чего вдруг стала одеваться почти исключительно в мужское платье. По слухам, её изнасиловал приемный отец. Догадки строились самые скандальные и непристойные. Всё выплеснулось на страницы газет и Ёсико сочла наилучшим выходом из ситуации уехать из Японии.
В 21 год Ёсико вышла замуж за лидера монгольско-маньчжурского движения за независимость генерала Национальной армии Мэнцзяна Ганжуржаба, сына князя Бабужава, союзника её биологического отца. Свадьба состоялась в ноябре 1927 года в Порт-Артуре. Развелась с ним через два года и переехала в Шанхай. Там она близко сошлась с японским военным атташе, разведчиком Рюкити Танакой, использовавшим её контакты в аристократической среде монголов и маньчжуров. После отзыва Танаки в Японию, Кавасима стала работать на знаменитого генерал-майора Кэндзи Доихару, который часто посылал её с различными поручениями в Маньчжурию, где она, одетая в офицерскую форму и обладающая необъяснимой притягательностью для мужчин, неизменно имела успех.

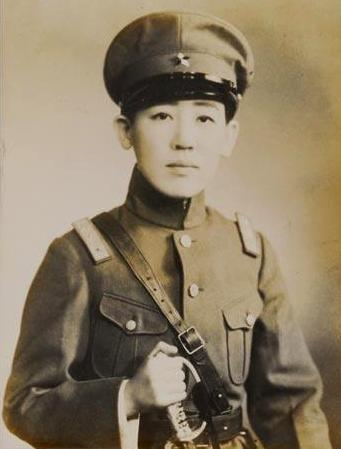
Кавасима в форме генерала армии Маньчжоу-го.

Кавасима была хорошо знакома с императором Пу И. Именно она, действуя по японскому плану, убедила его отправиться в Маньчжурию и возглавить государство Маньчжоу-го. После интронизации Пу И, Кавасима продолжала работать на Японию, став на время «спутницей» генерал-майора Хаяо Тады, военного советника Пу И. В 1932 году ей даже удалось организовать из бывших бандитов и разбойников кавалерийский отряд в 3000—5000 сабель, который проводил карательные акции, уничтожая воевавших против японских оккупантов партизан (так называемый «План умиротворения Маньчжоу-го»).
Теперь японские газеты превозносили её как «Маньчжурскую Жанну д’Арк» а сама Кавасима, крайне популярная в местном высшем обществе, стала выступать по радио и даже выпустила пластинку песен в собственном исполнении. Однако отношение к ней у японцев стало меняться по мере того, как в выступлениях Кавасимы всё чаще звучали критические ноты порицания колонизационной политики Японии в Маньчжурии. В её способностях разведчицы уже не было необходимости, и постепенно Кавасима ушла со сцены.
После окончания войны, 11 ноября 1945 года агентство новостей сообщило, что «китайские контрразведчики смогли арестовать в Пекине разыскиваемую в течение долгого времени красавицу в мужской одежде». Уже 25 марта 1948 года ей вынесли смертный приговор и казнили как «предательницу», под китайским именем Цзинь Бихуэй (кит. 金璧輝).
По другим сведениям она сумела сбежать из тюрьмы и прожила ещё 30 лет под чужим именем в Северном Китае.

## В культуре
В китайском языке имя Кавасимы Ёсико (как и другие версии имени) стали синонимом слова женщина-шпионка или ханьцзянь.

### Кино
Образ Кавасимы был показан в ряде фильмов начиная с 1957 года:
- Queen of Asia[англ.] (1957), в роли Ёсико — Казуа Кодамо[5][6];
- Последний император (1987), в роли Ёсико — Мэгги Хан[англ.][7];
- Кавасима Ёсико[англ.] (1990)[8], фильм по роману Лилиан Ли[англ.] «川岛芳子»[9], в главной роли — Анита Муи;
- Красавица в мужских костюмах (2008), в главной роли — Мэйиса Куроки[10].

### Книги
Ёсико Кавасима появляется в романе Б.Акунина "Москва-Синьцзин" в качестве эпизодического персонажа. Выступает в качестве одного из агентов Доихары.

### Видеоигры
- Детский образ Ёсико Кавасима используется в JRPG Shadow Hearts: Covenant[англ.] 2004 года от Sacnoth[англ.];
- Ёсико Кавасима присутствует в дополнении «La Résistance» к глобальной стратегии Hearts of Iron IV 2016 года от Paradox Interactive.